# Dunbaria circinalis
Dunbaria circinalis là một loài thực vật có hoa trong họ Đậu. Loài này được (Benth.) Baker miêu tả khoa học đầu tiên.